# Massif du Monte Incudine
Le massif du Monte Incudine est un massif montagneux de Corse culminant au Monte Incudine (2 134 m). Il est le plus méridional et le moins élevé des quatre massifs de haute montagne de l'île (Cinto, Rotondo, Renoso et Incudine).

## Géographie

### Situation
Le massif du Monte Incudine est situé dans le sud de la Corse, sa partie centrale s'étendant schématiquement entre Sartène et Aléria. Les cours du Taravo et du Fiumorbo constituent ses limites au nord, les mers Tyrrhénienne et Méditerranée le baignent à l'est et au sud. Il marque notamment la frontière naturelle entre Pumonti et Cismonte du col de Verde jusqu'à la Punta Muvrareccia, à partir de laquelle la frontière suit un contrefort oriental séparant les bassins versants du Travo et de la Solenzara.
Dirigé le long d'un axe nord-sud s'infléchissant peu à peu vers le sud-ouest, le massif du Monte Incudine et ses contreforts parcourent une surface importante du sud de l'île. 60 kilomètres séparent l'Uomo di Cagna (dernier grand sommet du sud du massif) du Kyrie Eleison (à l'extrémité nord du massif).
Le cœur du massif est marqué par les vallées du Rizzanese et du Travo qui prennent tous deux leur source à proximité du point culminant du massif (et du quart sud de l'île), le Monte Incudine (2 134 m). À l'ouest de celui-ci se trouve le plateau du Coscione, vaste prairie d'altitude s'étendant entre 1 400 et 1 800 m sur une superficie d'environ 50 km2, abritant d'importantes ressources en eau.
Le massif se poursuit vers le nord par une longue crête d'une vingtaine de kilomètres portant le Monte Formicula (1 981 m) et la Punta della Cappella (2 041 m). Au sud du Monte Incudine, l'arête faîtière culmine à la Punta Muvrareccia (1 899 m) et à la Punta di u Furnellu (1 902 m) puis laisse place aux aiguilles de Bavella. Au-delà du col de Bavella (1 217 m), les reliefs se poursuivent sur près de 30 kilomètres vers le sud puis le sud-ouest (Vacca Morta, Cagna) mais ne dépassent pas 1 500 mètres.

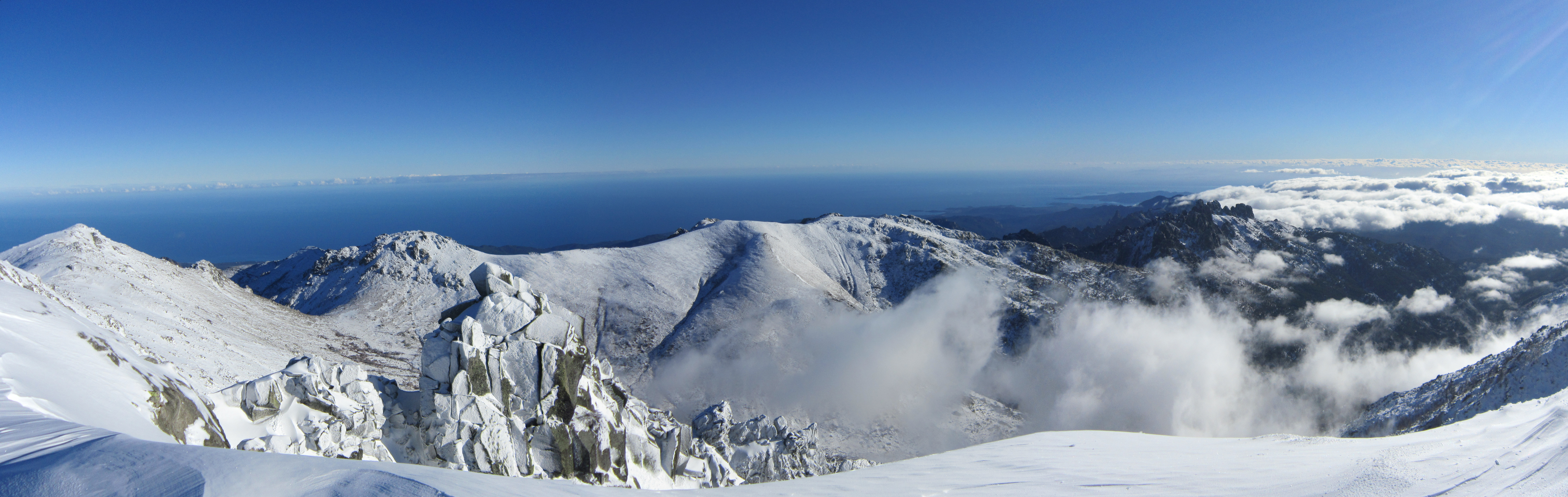
Panorama hivernal vers le sud-est depuis le Monte Incudine. De gauche à droite, la Punta di Tintennaja, la Punta Muvrareccia, la Punta di u Furnellu et les aiguilles de Bavella.

### Principaux sommets
- le Monte Incudine (2 134 m)
- la Punta Scarachiana (2 128 m)

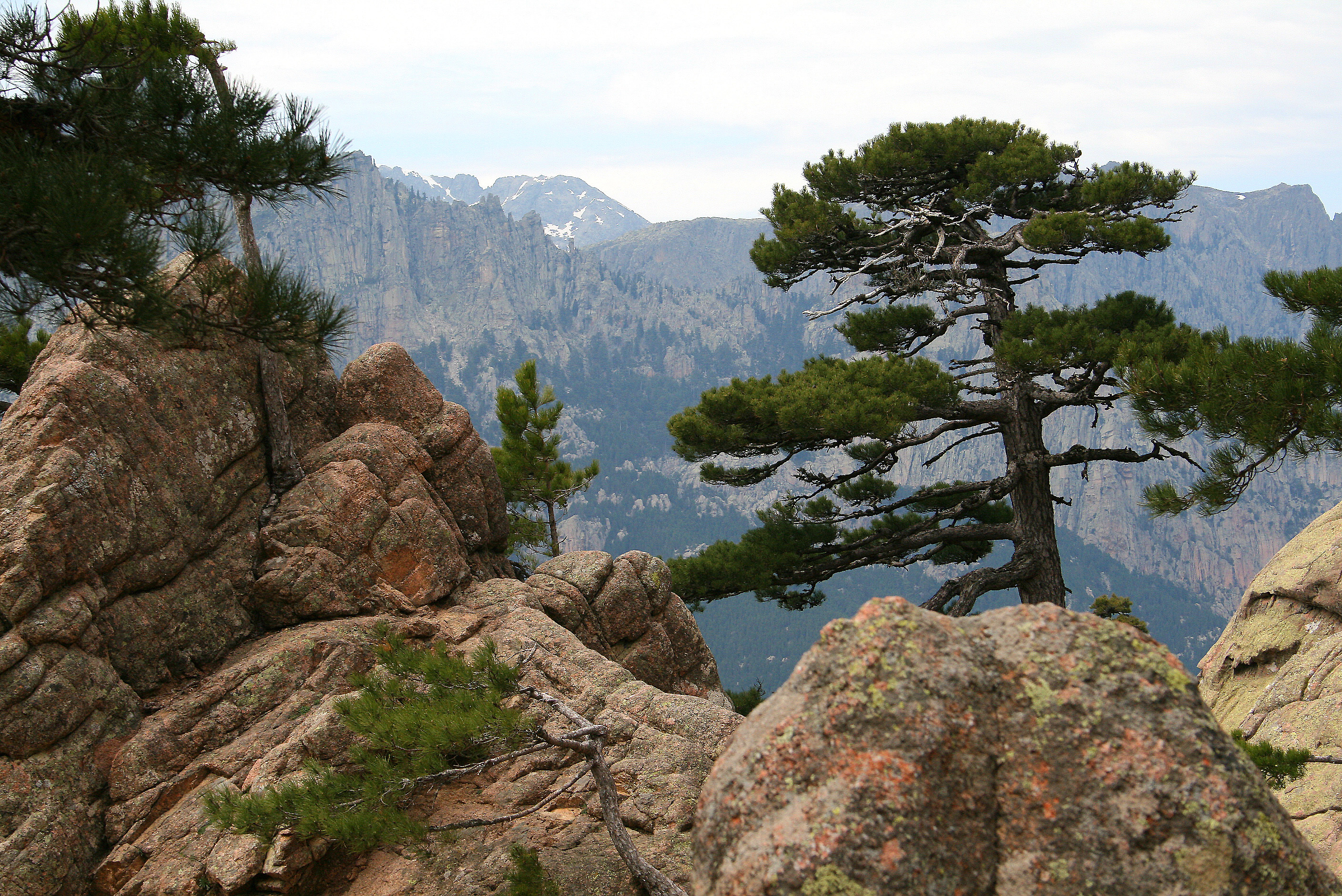
Vue du Monte Incudine, derrière les aiguilles de Bavella et la Punta di u Furnellu.

- la Punta della Cappella (2 041 m)
- la Punta di Tintennaja (2 018 m)
- le Monte Formicula (1 981 m)
- la Punta di u Furnellu (1 902 m)
- la Punta Muvrareccia (1 899 m)
- les aiguilles de Bavella (1 857 m)
- la Punta Velaco (1 483 m)
- le Monte San Petru (1 400 m)
- la montagne de Cagna (1 371 m)
- la Punta di a Vacca Morta (1 316 m)

## Activités

### Activités sportives

#### Randonnée
Le massif du Monte Incudine est traversé par le GR 20, qui le sillonne pendant 5 étapes et demie sur 16, du col de Verde à Conca. Les 5 refuges situés sur le parcours du GR 20 sont ceux de Prati, Usciolu, Matalza, Asinau et I Paliri.

#### Sports d'hiver
Généralement praticable de début janvier à fin mars, le plateau du Coscione est connu dans toute l'île pour la pratique du ski de fond (foyer de Bucchinera, accessible par la route depuis Quenza).
Le massif ne propose aucune infrastructure pour la pratique du ski alpin. Il offre en revanche des possibilités d'excursions pour les adeptes des raquettes ou du ski de randonnée.